# جلوريا دي هيفن
جلوريا دي هيفن (بالإنجليزية: Gloria DeHaven)‏ هي مغنية وممثلة أمريكية، ولدت في 23 يوليو 1925 بلوس أنجلوس في الولايات المتحدة، وتوفيت في 30 يوليو 2016 في الولايات المتحدة بسبب سكتة.

## أعمال

### أفلام
- (1936) الأزمنة الحديثة
- (1950) ثلاث كلمات صغيرة

## وصلات خارجية
- جلوريا دي هيفن على موقع IMDb (الإنجليزية)
- جلوريا دي هيفن على موقع ألو سيني (الفرنسية)
- جلوريا دي هيفن على موقع ميوزك برينز (الإنجليزية)
- جلوريا دي هيفن على موقع تيرنر كلاسيك موفيز (الإنجليزية)
- جلوريا دي هيفن على موقع أول موفي (الإنجليزية)
- جلوريا دي هيفن على موقع قاعدة بيانات برودواي على الإنترنت (الإنجليزية)
- جلوريا دي هيفن على موقع قاعدة بيانات الأفلام السويدية (السويدية)
- جلوريا دي هيفن على موقع إن إن دي بي (الإنجليزية)
- جلوريا دي هيفن على موقع ديسكوغز (الإنجليزية)
- جلوريا دي هيفن على موقع قاعدة بيانات الفيلم (الإنجليزية)